# Onosma mitis
Onosma mitis är en strävbladig växtart som beskrevs av Pierre Edmond Boissier och Heldr. Onosma mitis ingår i släktet Onosma och familjen strävbladiga växter. Inga underarter finns listade i Catalogue of Life.